# Alma (Illinois)
Pour les articles homonymes, voir Alma.
Alma est un village du comté de Marion dans l'Illinois, aux États-Unis,. Situé au nord du comté, il est incorporé le 3 décembre 1897. Fondé en 1854, le village commémore la bataille de l'Alma.

## Démographie
Lors du recensement de 2010, le village comptait une population de 320 habitants. Elle est estimée, en 2016, à 313 habitants.

### Source de la traduction
- (en) Cet article est partiellement ou en totalité issu de l’article de Wikipédia en anglais intitulé « Alma, Illinois » (voir la liste des auteurs).